# Nu är det väl revolution på gång?
Nu är det väl revolution på gång? är en låt och singel av Bob hund. Låten släpptes som cd- och vinylsingel den 8 juni 1998. Singeln nådde som högst en sextondeplacering på den svenska singellistan. Som andraspår på singeln ligger Jag tror jag är kär, vilket är en cover av The Velvet undergrounds låt Guess I'm falling in love.
Låten är även med på albumet Jag rear ut min själ! Allt skall bort!!!.

## Listplaceringar
| Land    | Topplacering |
| ------- | ------------ |
| Sverige | 16           |